# Інститут медичної реабілітації дітей з ураженням центральної нервової системи імені Януша Корчака
Інститу́т меди́чної реабіліта́ції діте́й з ура́женням центра́льної нерво́вої систе́ми і́мені Я́нуша Ко́рчака  — недержавний благодійний реабілітаційний заклад, розташований в Одесі (Україна). Заснований Фондом соціальної допомоги імені доктора Ф. П. Гааза 9 червня 1989 р. за ініціативи співголів його правління Кутателадзе О. Д. і Мучника О. Г.. Надає медичну допомогу найбільш незахищеній категорії дітей-інвалідів із різними формами органічних уражень та функціональних розладів головного мозку.
Висока оцінка багаторічної плідної діяльності Інституту знайшла відображення у Висновку постійної комісії з соціальної політики Одеської міської ради від 17 травня 2000 року.

## Історія створення
Названий в пам'ять про польського педагога, письменника, лікаря та громадського діяча Януша Корчака.
26 листопада 2005 р. заклад змінив назву на Інститут реабілітації осіб з відхиленнями у психофізичному розвитку імені Януша Корчака.
З моменту створення незмінним керівником Інституту є доктор медичних наук, професор, експерт Дитячого фонду ООН Галіна Ірина Вікторівна.

## Медична діяльність
За час своєї діяльності інститут надав медичну допомогу більш ніж 12 тисячам людей із розумовою відсталістю, дитячим церебральним паралічем, аутизмом та іншими формами органічних уражень і функціональних розладів головного мозку.
В інституті застосовуються різноманітні сучасні види комплексної реабілітації, в тому числі авторські методики, розроблені його співробітниками, що отримали патенти України та застосовуються у багатьох аналогічних лікувальних і реабілітаційних закладах Одеси, Одеської області та інших регіонів України.
У 2000 році на базі Інституту було створено міський базовий центр соціальної реабілітації дітей з інвалідністю, де працює відділення ранньої реабілітації, дитячий садок, групи денного перебування та навчання, групи професійного навчання та спеціалізована майстерня, у якій 40 інвалідів отримують трудові навички та робочі місця.
У 2014 році інститутом було відкрито перший в Україні соціальний гуртожиток сучасного західного зразку для постійного підтримуваного проживання дорослих осіб з особливими потребами. Гуртожиток розраховано на постійне проживання 12 людей обох статей із інвалідністю. При гуртожитку також є кризовий центр на два місця для тимчасового перебування інвалідів у разі хвороби батьків (опікунів), необхідності їхньої тимчасової відсутності чи іншої кризової ситуації у родині.
За допомогою інституту були створені реабілітаційні центри, центри ранньої реабілітації, професійного навчання у Болграді, Рені, Білгороді-Дністровському та інших районних центрах Одеської області. Інститут надавав і продовжує надавати допомогу у навчанні та підвищенні кваліфікації співробітників, у забезпеченні їх необхідним обладнанням, навчальними посібниками для дітей та методичною літературою.
У наш час інститутом створено модель сучасного реабілітаційного закладу, що вирішує більшість основних проблем реабілітації інвалідів з різними формами органічних та функціональних розладів функції головного мозку.

## Міжнародна діяльність
Інститут медичної реабілітації дітей з ураженням центральної нервової системи імені Януша Корчака має багаторічні партнерські зв'язки із закордонними організаціями, що працюють у цій галузі. Партнерами є Товариство друзів доктора Гааза (Німеччина), Національна німецька ліга допомоги особам з розумовою відсталістю LEBENSHILFE, Асоціація товариств допомоги інвалідам з інтелектуальною недостатністю ADAPEI AM (Франція) та деякі інші. З 1992 року інститут є членом Всесвітньої Ліги товариств допомоги людям із розумовою відсталістю (Брюссель), діяльність закладу відмічена грантами Фонду Європейського союзу програми Тасіс та Міжнародного Ротарі Клубу «Дайте дітям шанс».